# 俣野別邸
俣野別邸（またのべってい）は、神奈川県横浜市戸塚区東俣野町に所在する、1939年（昭和14年）に住友財閥の創業者一族である住友家が建築させた和洋折衷の住宅である。横浜市認定歴史的建造物に認定されている。重要文化財指定時代は旧住友家俣野別邸（きゅうすみともけまたのべってい）と呼ばれていた。

## 概要
俣野別邸は、1939年（昭和14年）に当時の住友家当主であった住友友成（16代住友吉左衞門）が発注した住宅で、住友家の東京本宅の別邸として現在の横浜市戸塚区東俣野町の丘陵地に建築された。設計者は佐藤秀三であった。
基本的には当時の大財閥一家が生活するために、使用人の居住区も備えた大規模な西洋風建築であるが、設計に際し北欧の伝統的な建築様式である柱や梁を露出させる様式を基本としながらも、屋根に日本瓦をのせるなどの伝統的な和風様式も取り入れている。建物はY字形で、昭和時代初期に流行したモダニズムの影響を受けており、和洋と現代建築が融合し折衷した建築物であった。
16代住友吉左衞門の妻・春子（公爵西園寺八郎次女）が1998年（平成10年）12月に死去するまで生活していたが、2000年（平成12年）に住友家が相続税として国に物納し、政府に所有権が移った。2004年（平成16年）7月に国の重要文化財に指定され、保存と一般公開に向けて2008年（平成20年）1月から修復工事が進められていたが、2009年（平成21年）3月15日に放火とみられる火災で焼失した。これに伴い、2011年（平成23年）に重要文化財指定は解除された。
2016年（平成28年）に横浜市が公園施設として再建。新築当時の設計図面を基に、建具と照明器具、屋根瓦の一部、一部の建物（事務棟脇の書庫、子供室棟の浴室）など焼失を免れた部分や部材を活用し、可能な限りオリジナルに近い姿を再現した。2017年（平成29年）2月10日には横浜市認定歴史的建造物となった。
2017年（平成29年）4月からは俣野別邸庭園の一部として公開されている。なお、庭園オープン後は旧所有者を示す「住友家」を冠した名称や、住友家旧所有との情報を加えた解説の類は、横浜市や、現在の指定管理者の公益財団法人横浜市緑の協会のサイト・パンフレットなどでは全く使われていない。

## 参考
1. 1 2 3  “俣野別邸庭園公式サイト”. 2023年11月11日閲覧。
2. ↑  「国重文の「旧住友家俣野別邸」全焼 横浜」『asahi.com』朝日新聞社、2009年3月15日。オリジナルの2009年3月16日時点におけるアーカイブ。2020年4月29日閲覧。
3. ↑  「国の重文・旧住友家別邸が全焼…横浜」『YOMIURI ONLINE』読売新聞社、2009年3月15日。オリジナルの2009年3月16日時点におけるアーカイブ。2020年4月29日閲覧。
4. ↑  「火災：国重文の「旧住友家俣野別邸」が全焼　横浜」『毎日.jp』毎日新聞社、2009年3月15日。オリジナルの2009年3月17日時点におけるアーカイブ。2020年4月29日閲覧。
5. ↑  俣野別邸［再建］｜建築作品集.